# Pałac Fuggerów w Augsburgu
Pałac Fuggerów – pałac miejski w Augsburgu w Niemczech, zbudowany w latach 1512–1515 dla Jakuba II Fuggera. Wzniesiony na wzór włoski, z dwoma arkadowymi dziedzińcami, był jedną z pierwszych budowli renesansowych w mieście.